# 930年代
930年代（きゅうひゃくさんじゅうねんだい）は、西暦（ユリウス暦）930年から939年までの10年間を指す十年紀。

## できごと

### 930年
- 醍醐天皇が没し、第61代朱雀天皇が即位[1]。藤原忠平が摂政就任。
- アイスランドで世界最古の近代議会「アルシング」が創設。

### 932年
- イラン系シーア派のブワイフ朝が興る。

### 935年
- 平将門・藤原純友による承平天慶の乱が始まる（- 941年）。
- 高麗が新羅を滅ぼす。
- エジプトにイフシード朝興る。
- 935年頃 - 紀貫之が最初の仮名日記である『土佐日記』を著す。

### 936年
- 高麗が後百済を滅ぼして朝鮮半島を統一する。
- 契丹（遼）が後晋から燕雲十六州を獲得する。
- オットー1世が東フランク王に即位する。

### 937年
- 中国の雲南地方でタイ系の段氏が大理国を建国する。

### 939年
- ベトナムで呉朝が成立。